# Франц Антон фон Герстнер
Франц Антон фон Герстнер (нім. Franz Anton Ritter von Gerstner, чеш. František Antonín Gerstner; бл. 1795, Прага — 1840, Філадельфія) — австрійський інженер-будівельник, професор і піонер залізниці, який народився в Королівстві Богемія в тодішній монархії Габсбургів.

## Кар'єра
Син фізика та піонера залізниці Франца Йозефа Герстнера, Франц Антон фон Герстнер вивчав інженерію, філософію, технологію та машинобудування в Політехнічному інституті в Празі. Герстнер навчався в Празькому університеті, а потім у Постійному технічному інституті в Празі, який допоміг заснувати його батько, а потім у 1817 році Франц Антон викладав інженерію у Віденському політехнічному інституті.
З 1820 року Ґерстнер разом із батьком працював над піонерським проєктом ділянки Будвейс — Лінц залізниці Дунай — Влтава, а в 1822 році здійснив свою першу поїздку до Англії, щоб вивчати будівництво залізниці. У 1824 році він залишив професорську посаду згідно з контрактом і став керівником будівництва кінної залізниці Будвейс — Лінц — Гмунден. У цій якості Герстнер здійснив другу навчальну поїздку до Англії в 1826/27. У 1828 році він залишив будівництво через зростаючі розбіжності в думках з акціонерами компанії-оператора щодо процесу будівництва, який ставав дорожчим, ніж планувалося. Залізничну лінію завершив Маттіас фон Шенерер і її відкрито 1 серпня 1832 року.

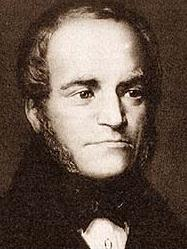
Франц Антон фон Герстнер

У 1829 році Герстнер здійснив третю навчальну поїздку до Англії, а в 1834 році став керівником планування кількох залізничних ліній у Російській імперії, де в 1836/37 роках він побудував Царськосельську залізницю, яка відкрилася з Санкт-Петербурга 30 жовтня. 1837 р. З 1838 р. Герстнер за дорученням представників російського царського двору і в власних інтересах вивчав північноамериканську залізничну систему. Одним із місць, які він відвідав, був віадук Томаса в Балтіморі, штат Меріленд.

## Основні публікації
- Lehrgegenstände der praktischen Geometrie am polytechnischen Institut, Prag, 1818.
- Über die Vortheile der Anlage einer Eisenbahn zwischen der Moldau und Donau. Wien, 1824.
- Bericht an die P.T. Herren Actionärs über den Stand der k. k. privilegierten Eisenbahn-Unternehmung zwischen der Moldau und Donau, vom Bauführer Franz Anton Ritter von Gerstner. Wien, Dezember 1827.
- Über die Vortheile der Unternehmung einer Eisenbahn zwischen der Moldau und Donau. Wien, Februar 1829.
- Handbuch der Mechanik. von Franz Joseph Ritter von Gerstner. Aufgesetzt, mit Beitr. von neuern englischen Konstruktionen vermehrt u. hrsg. von Franz Anton Ritter von Gerstner. Wien 1831—1834.
- Bericht über den Stand der Unternehmung der Eisenbahn von St. Petersburg nach Zarskoje Selo. 1838.
- Berichte aus den Vereinigten Staaten von Nordamerica, über Eisenbahnen, Dampfschiffahrten, Banken und andere öffentliche Unternehmungen. C. P. Melzer, Leipzig 1839.
- Die innern Communicationen der Vereinigten Staaten von Nordamerika. Wien 1842—1843.

## Інтернет-ресурси
- Professor Franz Anton Ritter von Gerstner in den USA (1838—1840)
- Erste (Österreichische) Eisenbahngeselleschaft (with maps)
- Literature by and about Franz Anton von Gerstner in the catalog of the German National Library